# Islam Bairamukov
Islam Bairamukov (Zhambyl, Kazajistán, 12 de junio de 1971) es un deportista kazajo retirado especialista en lucha libre olímpica donde llegó a ser subcampeón olímpico en Sídney 2000.

## Carrera deportiva
En los Juegos Olímpicos de 2000 celebrados en Sídney ganó la medalla de plata en lucha libre olímpica de pesos de hasta 97 kg, tras el luchador ruso Sagid Murtazaliev (oro) y por delante del georgiano Eldar Kurtanidze (bronce).